# Abadé
Pour les articles homonymes, voir Abade.
Abadé (en persan : آباده) est une ville de la province du Fars en Iran. Elle est située à une altitude de 2 004 m dans une plaine fertile sur la route entre Esfahan et Shiraz, à 225 km de la première et à 275 km de la seconde. La ville, située à 638 km au sud de Téhéran, est connue pour ses tapis.